# Banc de Rússia
El Banc de Rússia (en rus: Банк России) o el Banc Central de la Federació Russa (en rus: Центральный банк Российской Федерации) és el banc central de Rússia. Les seves funcions estan descrites en l'article 75 de la Constitució de la Federació Russa i en una llei federal especial. El Banc de Rússia va ser fundat el 13 de juliol de 1990, però les arrels de la seva història arriben fins al Banc Estatal de l'Imperi Rus.
Segons la Constitució, el Banc de Rússia és una entitat independent, la responsabilitat principal és la protecció de l'estabilitat de la moneda nacional, el ruble rus. Té el dret exclusiu d'emetre bitllets i monedes de ruble. La seva seu es localitza a Moscou.
Segons la llei russa, la meitat dels beneficis del Banc Central pertanyen al pressupost federal.